# Efstratios Stavrakidis
Efstratios Stavrakidis (* in Kastoria, Griechenland) ist Bundesmeister und mehrfacher Deutscher Vizemeister im Billard.

## Erfolge
Er ist in der ersten Mannschaft des Billard Club Frankfurt 1912 e. V. aktiv und spielt in der Saison 2008/09 in der 1. Bundesliga Dreiband. 1986 erreichte er mit der Mannschaft den dritten Platz der Deutschen Pokal Mannschaftsmeisterschaften und 1991 Bundesmeister im Vierkampf auf dem kleinen Tisch. 1992 wurde Stavrakidis Deutscher Vizemeister im Dreiband und 1999 Deutscher Vizemeister im Biathlon (Dreiband und Kegelbillard). Im Laufe seiner Karriere war er mehrmals Hessenmeister in verschiedenen Karambolage-Disziplinen.